# Credula res amor est
Credula res amor est лат. (изговор:кредула рес амор ест). Лаковјерна је ствар љубав. (Овидије) 

## Поријекло изреке
Изрекао  Публије Овидије Назон (лат. Publius Ovidius Naso; у првом вијеку   п. н. е. један од тројице најпознатијих пјесника Августовог доба, такозваног златног вијека римске књижевности — поред Хорација и Вергилија.

## Значење
Љубав је лаковјерна, пребрза,еуфорична, наивна, зато непоуздана.  Љубав није озбиљна мјера! (Много пресудног  пјесниковог искуства!?)